# Titi DJ
Titi Dwi Jayanti est une mannequin et chanteuse indonésienne née le 27 mai 1966 à Djakarta.

## Biographie
Née d'une mère indonésienne et d'un père chinois, elle est la troisième d'une famille de cinq enfants. Adolescente, ses parents divorcent et sa mère ruinée, devant subvenir aux besoins de ses nombreux enfants, doit emménager dans une petite maison de Tomang, un quartier défavorisé de Jakarta.
Elle devient mannequin à partir du lycée. À dix-sept ans, après avoir remporté un concours de beauté, elle est sélectionnée en tant que représentante de l'Indonésie aux élections de Miss Monde 1983. La même année, repérée par le label indonésien Aquarius Musikindo, elle enregistre son premier album Bukan Hanya Satu Kali, qui n'obtient qu'un succès modeste. 
En 1985 elle connaît ses premiers amours avec le chanteur de jazz Indra Lesmana : le coup de foudre est tel qu'ils décident de travailler ensemble au plus vite sur un album en duo, Yang Pertama Yang Bahagia, qui remporte un vif succès l'année suivante. Leur relation n'a pas été entravée par leurs différences confessionnelles (elle est protestante et lui musulman) mais après leur séparation en 1991, sa carrière décline tragiquement et les producteurs de musique commencent à la bouder. 
Elle annonce en 1993 qu'elle sort avec l'acteur Bucek Depp et se convertit à l'Islam en 1994, ayant décidé de suivre la religion de son compagnon ; ils finissent par se marier en petit comité le 9 mai 1995. La même année, après plus de trois années d'absence sur scène, elle sort Bintang Bintang, un album aux sonorités country qui contraste notablement avec ses précédentes créations. La même année elle donne naissance à des jumelles, Salwaa Chetizsa et Salmaa Chetizsa. Son mariage est cependant troublé par de sévères problèmes économiques et son foyer sombre dans la banqueroute dès l'année suivante, elle décide dès décembre 1996 de retourner vivre chez sa mère avec ses enfants mais sans envisager de divorcer.
C'est seulement après avoir eu son troisième enfant, un fils du nom de Daffa Jenaro en juin 1997, qu'elle décide de refaire sa vie : elle entame rapidement une procédure de divorce, qui est promulgué fin 1997, car selon ses propres mots il n'y avait plus aucun terrain d'entente possible entre elle et Bucek.
Le 5 novembre 1999, elle se remarie avec Andrew Hollis Dougharty, un citoyen américain expatrié en Indonésie et travaillant comme professeur de latin et d'anglais ; son quatrième et dernier enfant, Stephanie Poetri, naît l'année suivante. En 2001, elle se disait rassurée d'être mariée à un occidental car ils sont, selon elle, plus simples à vivre que les Indonésiens.
Elle finit néanmoins par le quitter en 2006, face à l'incertitude de son conjoint sur l'opportunité de rester travailler en Indonésie. Leur divorce est officialisé en novembre 2006.
Elle se remarie rapidement le 23 mai 2007 à La Mecque en Arabie saoudite, avec le chanteur indonésien de hard rock, Noviar Rachmansyah (de son côté père de deux enfants d'un précédent mariage), seulement quatre mois après le début de leur liaison. L'ironie du sort a fait que leur mariage a été célébré exactement à la veille du jour où le premier mari de Titi, Bucek Depp reçut une demande de divorce de son épouse de l'époque, l'actrice Unique Priscilla.
Le couple déclare en août 2011 qu'ils envisagent de se séparer. Ils ont été officiellement divorcés le 12 décembre 2011. Selon une déclaration commune, le principal problème de leur ménage était l'échec à créer une famille recomposée harmonieuse en compagnie de leurs six enfants.

## Discographie
- 1983 : Bukan Hanya Satu Kali
- 1985 : Imajinasi
- 1986 : Yang Pertama Yang Bahagia
- 1988 : Eksepresi
- 1989 : Titi DJ 1989
- 1990 : Dunia Boleh Tertawa
- 1992 : Take Me To Heaven
- 1995 : Bintang Bintang
- 1996 : Kuingin
- 1999 : Bahasa Kalbu
- 2001 : Menyanyikan Kembali
- 2003 : Senyuman
- 2004 : Immaculate Collection
- 2006 : Melayani Hatimu
- 2010 : Titi to Diana
- 2015 : Titi in LOVE with YOVIE

## Filmographie
- 1983 : Gepeng Bayar Kontan
- 1991 : Rini Tomboy
- 2010 : Madame X
- 2011 : Arisan! 2
- 2011 : Get Married 3
- 2012 : Perahu Kertas